# Dworek Pod Lipkami w Krakowie
Dworek Pod Lipkami – zabytkowy budynek znajdujący się w Krakowie, w jego południowej, prawobrzeżnej części Podgórzu, w obecnej Dzielnicy XIII przy ulicy J. Zamoyskiego 18. Zbudowano go w drugiej połowie XVIII wieku. 
Od 1820 r. dworek należał do spolonizowanej rodziny niemieckiej Rehmanów, trudniącej się kominiarstwem, przybyłej z Opawy na Morawach. Jednym z jego właścicieli był Stanisław Rehman, radny miasta Krakowa, mistrz kominiarski, właściciel kawiarń.